# 诺曼顿 (西弗吉尼亚州)
诺曼顿（Normantown）是美国西弗吉尼亚州吉尔默县的一个未建制社区。该地区海拔741 英尺(226 米)。
38°51′06″N 80°56′11″W / 38.85167°N 80.93639°W